# Jonathan Cook

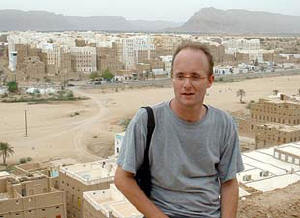
Jonathan Cook

Jonathan Cook (* 1965 in Buckinghamshire, England) ist ein unabhängiger Journalist, Auslandskorrespondent und Autor, der sich auf das Schreiben über den Nahen Osten und den israelisch-palästinensischen Konflikt spezialisiert hat.
Cook lebt seit September 2001 in der hauptsächlich von israelischen Arabern bewohnten Stadt Nazaret im Norden Israels. Er schreibt regelmäßig für Al-Ahram Weekly in Kairo, für den Daily Star in Beirut und für das Aljazeera.net. Zuvor war er Mitarbeiter bei den Zeitungen The Guardian und The Observer und hat über den israelisch-palästinensischen Konflikt auch für Le Monde diplomatique und Counterpunch geschrieben. Sein Buch Blood and Religion handelt von der Problematik Israels als „jüdischem und demokratischem Staat“ sowie von der religiösen Durchdringung der israelischen Politik. Cook verfasste 2007 mit anderen die „One State Declaration“, in der eine Zweistaatenlösung für den Nahostkonflikt verworfen und eine Einstaatenlösung (d. h. ohne Israel als jüdischer Staat) gefordert wird.

## Bücher
- (2006) Blood and Religion: The Unmasking of the Jewish and Democratic State. Pluto Press. ISBN 0-7453-2555-6
- (2008) Israel and the Clash of Civilizations: Iraq, Iran and the plan to remake the Middle East. Pluto Press. ISBN 978-0-7453-2754-9
- (2008) Disappearing Palestine: Israel’s Experiments in Human Despair. Zed Books. ISBN 978-1-84813-031-9